# Singö

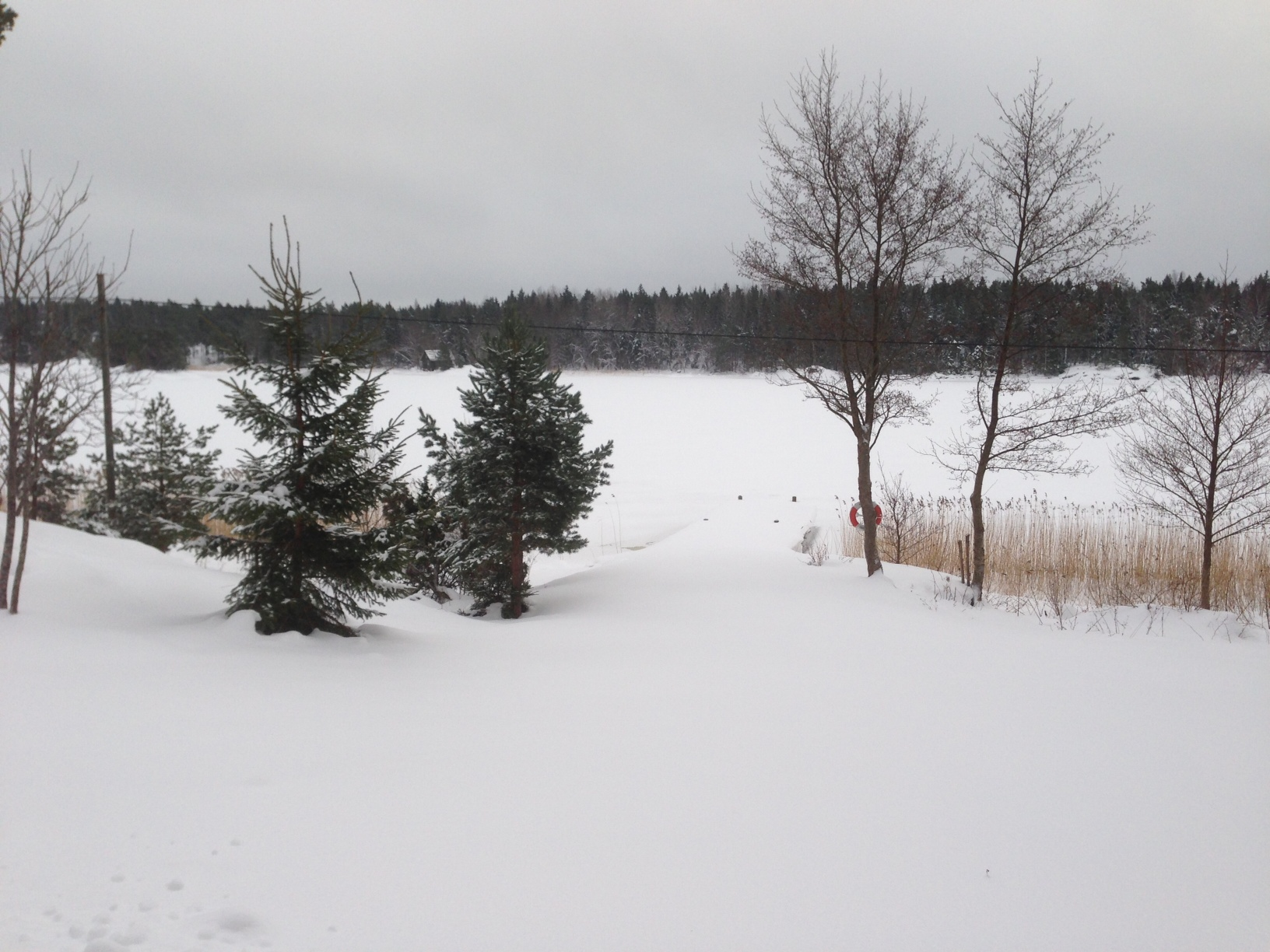
En brygga på Singö.

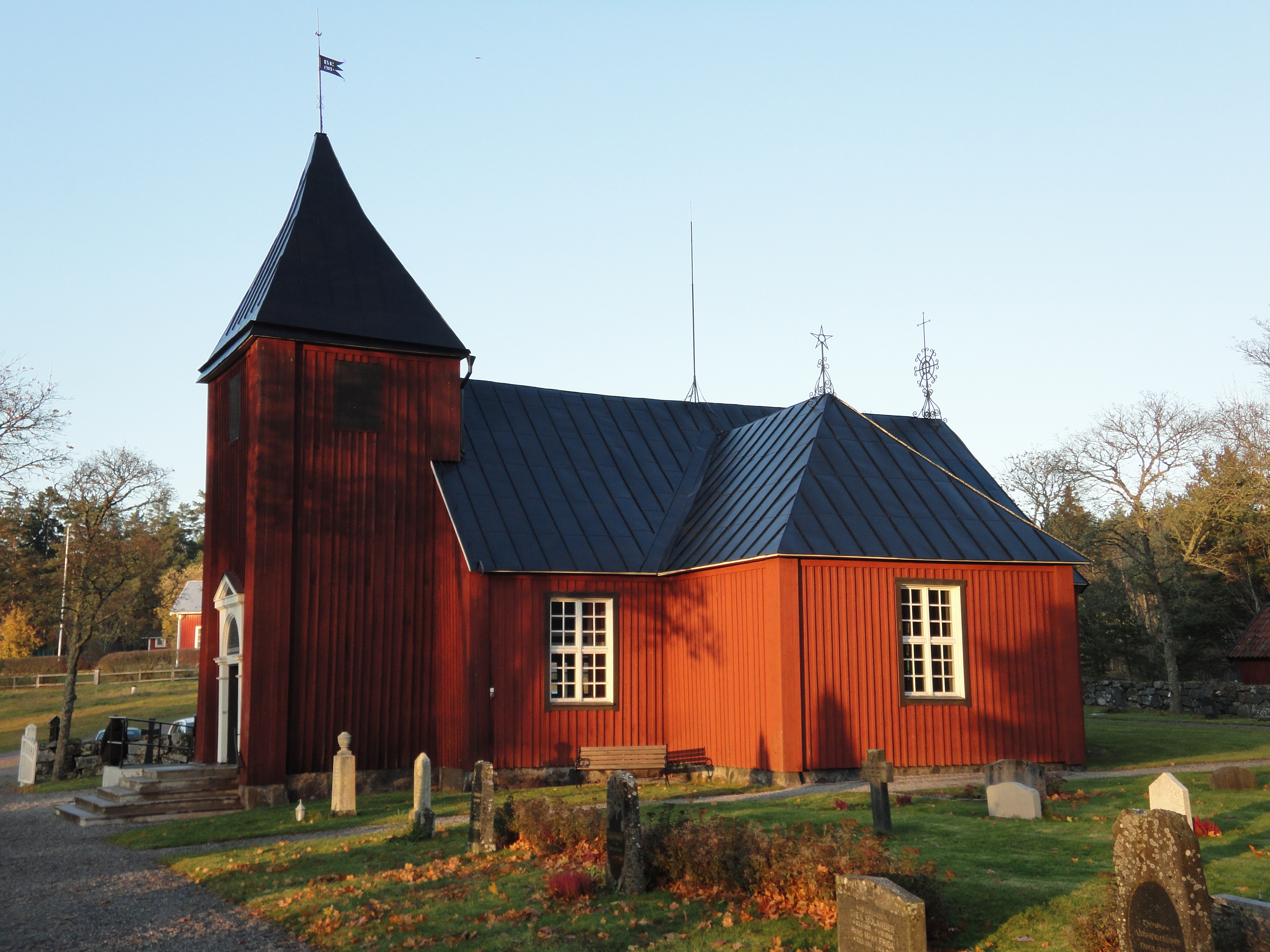
Singö kyrka.

Singö är en ö i norra Roslagen i nordligaste Stockholms län, nära gränsen till Uppsala län. Ön ingår i Singö socken. Ön har cirka 303 (2019) bofasta invånare och mellan 3 000 och 4 000 fritidsboende. Ön är cirka 25 km² stor vilket gör den till Sveriges 36:e största ö till ytan. På ön finns en insjö, Storträsket, med ett maxdjup på cirka 7 meter. Lanthandel finns på ön men som hade ett uppehåll mellan 2007 och 2010. På öns södra del invid bron finns en camping med tillhörande kiosk. 
Ön (undantaget campingen) är en del av ett militärt område; men den militära närvaron och tillhörande restriktioner (för bland annat utländska medborgare) har successivt minskat.
Närmaste tätort är Grisslehamn på Väddö. Söderby och Norrvreta (som en sammanslagen enhet) klassificeras av SCB som en småort med 65 invånare 2010.  

## Historia
Singö omnämns första gången i ett pantbrev från 1334 och sex byar, Söderby, Tranvik, Backby, Norrvreta, Boda och Ellan, är kända sedan medeltiden. På karta från 1640-talet benämns ön som "Singsöö" och hade en egen kyrka. Dagens kyrka, som står på samma plats, byggdes 1753 och är en av få bevarade äldre skärgårdskyrkor. Altarskåpet är från 1490-talet och är tillverkat i Lübeck.
På 1740-talet köptes hela Backby av en Östhammarsbo som anlade ett kalk- och tegelbruk. I mitten av 1800-talet anlades också ett marmorbruk vid Enholmen. Många av gravstenarna på Singö kyrkogård är tillverkade av den gröna singömarmorn.

## Kommunikationer
Singö är förbunden med fastlandet med väg som går via bl.a. Fogdö och Väddö. Bron till Singö invigdes år 1955. Dessförinnan gick dagliga turer med Waxholmsbolagets båtar från Strandvägen i Stockholm. Platser som passerades var Norrtälje, Väddö Kanal, Trästa, Singö brygga och slutdestination var Östhammar eller Öregrund. Sista turen gick med S/S Saltsjön 1951. Därefter trafikerade passbåt mellan åren 1951 och 1955 mellan Singö brygga och Herräng. 
Allmänna kommunikationer med Norrtälje och Stockholm utgörs av SL:s busslinje 637. Ellan, som ligger på norra Singö, är SL:s nordligaste busshållplats. Den har många resenärer tack vare Vässarös lägerverksamhet. Vässarölägret har brygga cirka 1 km norr om Ellan, och därifrån anordnas båtförbindelse till Vässarö (ca 15 minuter).
Två timmars båtfärd till Åland från Grisslehamn (ca 15 minuter bil/buss från Singö) med Eckerölinjen.